# Anton af Jochnick
Anton Gustaf Jonas af Jochnick, född den 21 februari 1833 på Skålltorp i Skärvs socken i Skaraborgs län, död den 25 maj 1899 i Stockholm, var en svensk militär. Han var bror till Walter af Jochnick och farbror till Adolf af Jochnick.
af Jochnick avlade studentexamen 1851 och officersexamen 1853. Han blev underlöjtnant vid Skaraborgs regemente sistnämnda år och löjtnant där 1860. af Jochnick var lärare i matematik vid Krigsakademien på Karlberg 1861–1867. Han blev kapten i regementet 1875, vid regementet 1878 och major där 1879. af Jochnick blev överadjutant och major vid generalstaben 1883 och souschef i lantförsvarsdepartementets kommandoexpedition 1884. Han befordrades till överstelöjtnant vid Skaraborgs regemente 1885 och till överste och chef för Södra skånska infanteriregementet 1888. af Jochnick beviljades avsked med tillstånd att som överste kvarstå i armén 1895. Han blev riddare av Svärdsorden 1877, kommendör av andra klassen av samma orden 1892 och kommendör av första klassen 1895. af Jochnick vilar på Norra begravningsplatsen utanför Stockholm.